# 马尔科·塔瓦尼
马尔科·塔瓦尼（義大利語：Marco Tavani，1957年10月5日—），出生于罗马，意大利天体物理学家。